# Marcin Stronczek
Marcin Stronczek (ur. 9 listopada 1950 w Smolnicy, zm. 25 grudnia 2017) – polski działacz samorządowy, wieloletni burmistrz Sośnicowic.

## Życiorys
Z wykształcenia był inżynierem chemikiem, a także absolwentem studiów podyplomowych w zakresie administracji i zarządzania na Uniwersytecie Śląskim oraz studiów w zakresie ergonomii i bezpieczeństwa pracy na Politechnice Warszawskiej. Był wieloletnim pracownikiem Zakładów Pomiarowo-Badawczych Energetyki „Energopomiar” w Gliwicach. W latach 1990–1996 piastował funkcję wójta gminy Sośnicowice, a następnie, po odzyskaniu praw miejskich przez miejscowość, po raz pierwszy sprawował w latach 1996–1998 funkcję burmistrza. W latach 1998–2010 był radnym powiatu gliwickiego, a od 2010 do śmierci w 2017 (przez dwie kadencje) piastował ponownie funkcję burmistrza Sośnicowic.
Pochowany w Smolnicy.